# Кроморн

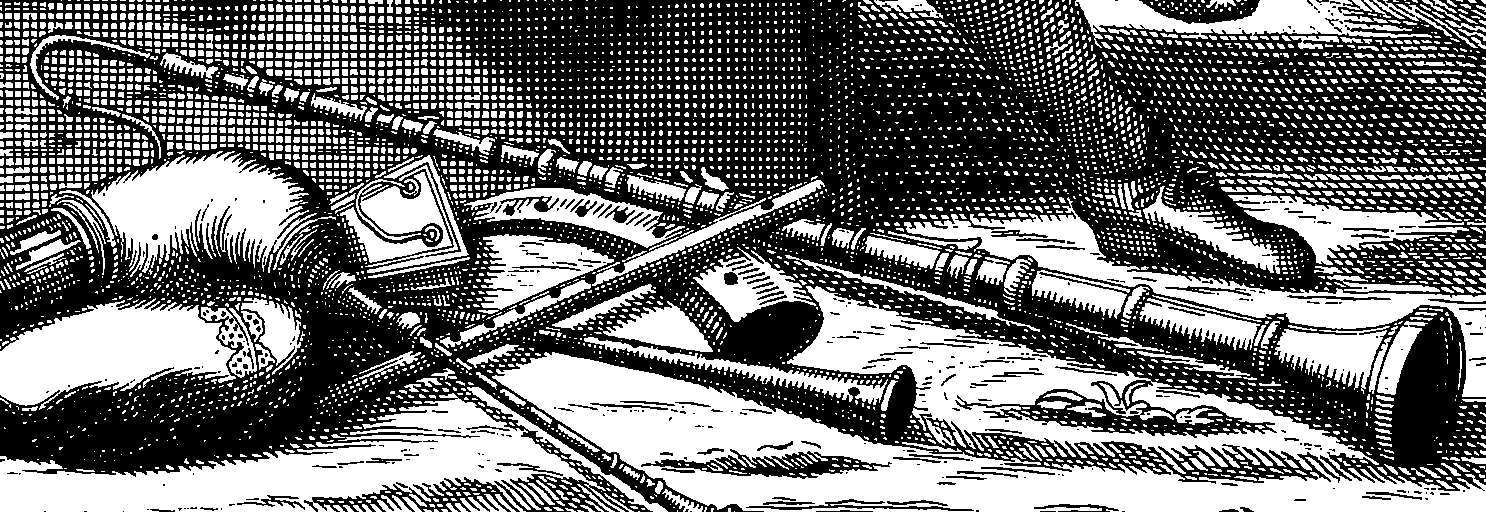

Кроморн (фр. Cromorne) — французький дерев'яний духовий інструмент з язичковим звучанням, чия точна ідентичність не зовсім ясна. Він використовувався в ранній бароковий період у французькій придворній музиці. Назва інструменту іноді плутається з подібною за звучанням назвою крамгорн, який, ймовірно, має інший дизайн і був відомий французьким теоретикам музики XVII століття під назвою tournebout.